# 石器

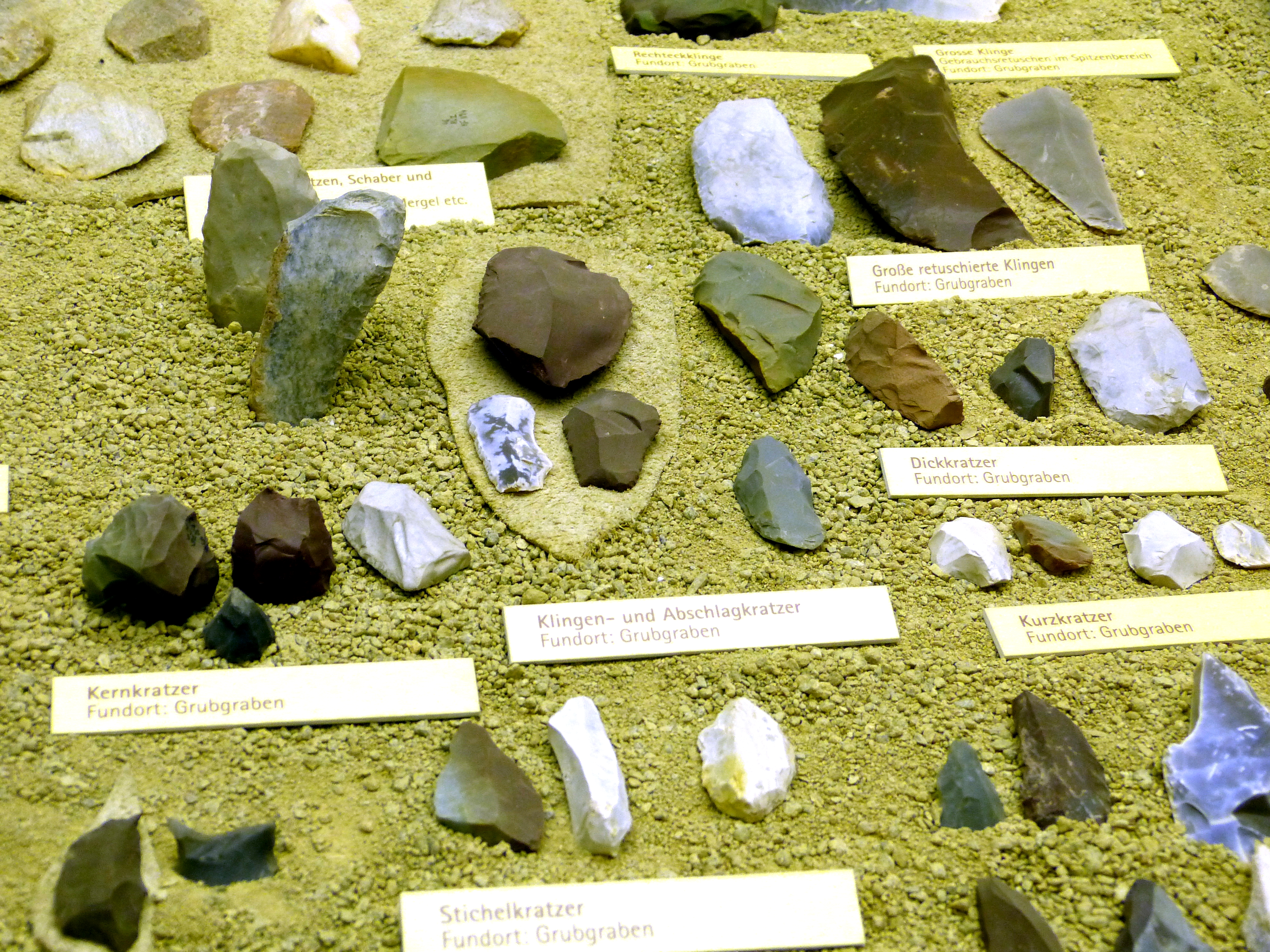
オーストリア、:en:EggenburgにあるKrahuletz-Museumに展示されている旧石器時代の石器

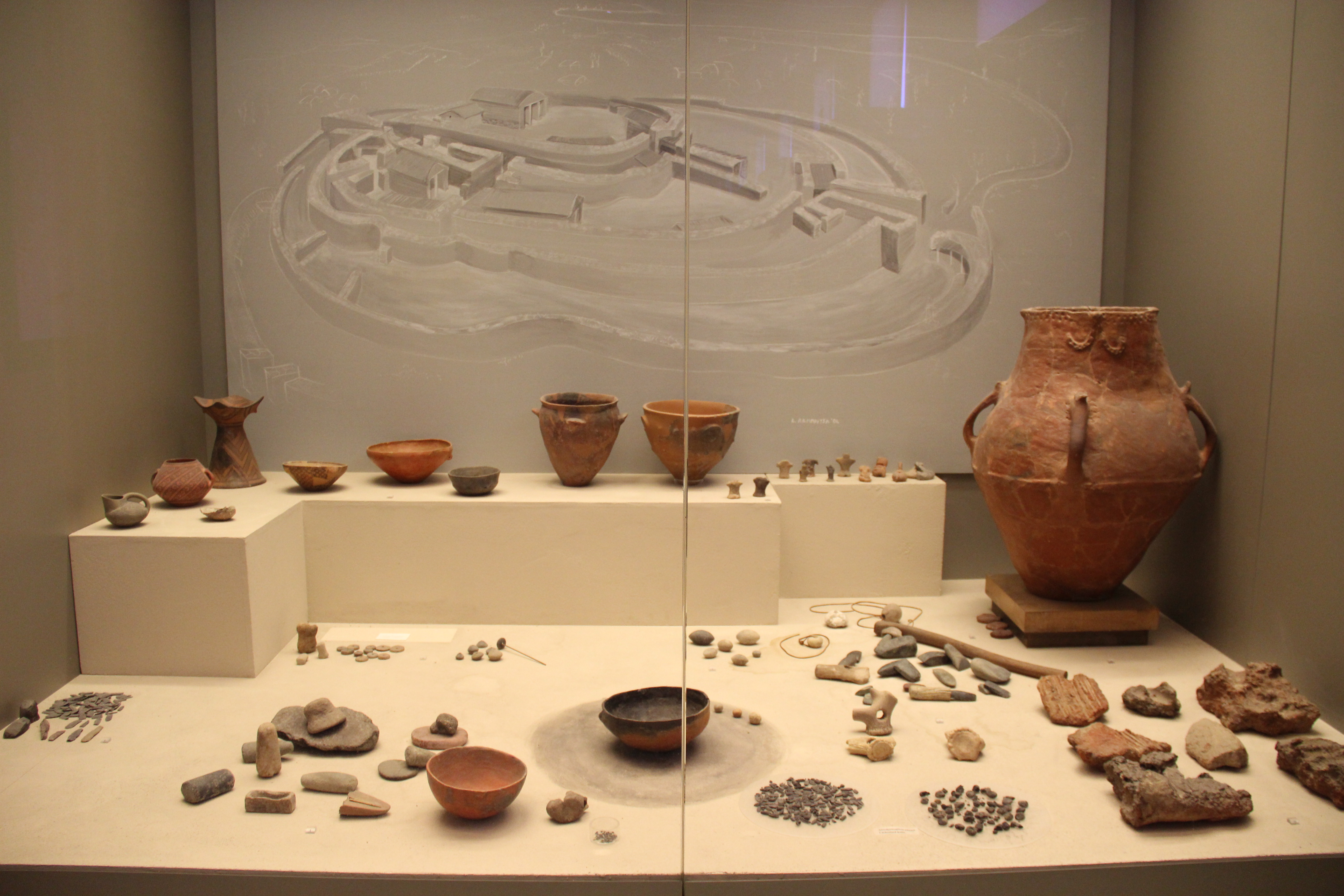
ギリシア、アテネにあるギリシア国立考古学博物館に展示されている、新石器時代の石器、陶器、集落の様子。

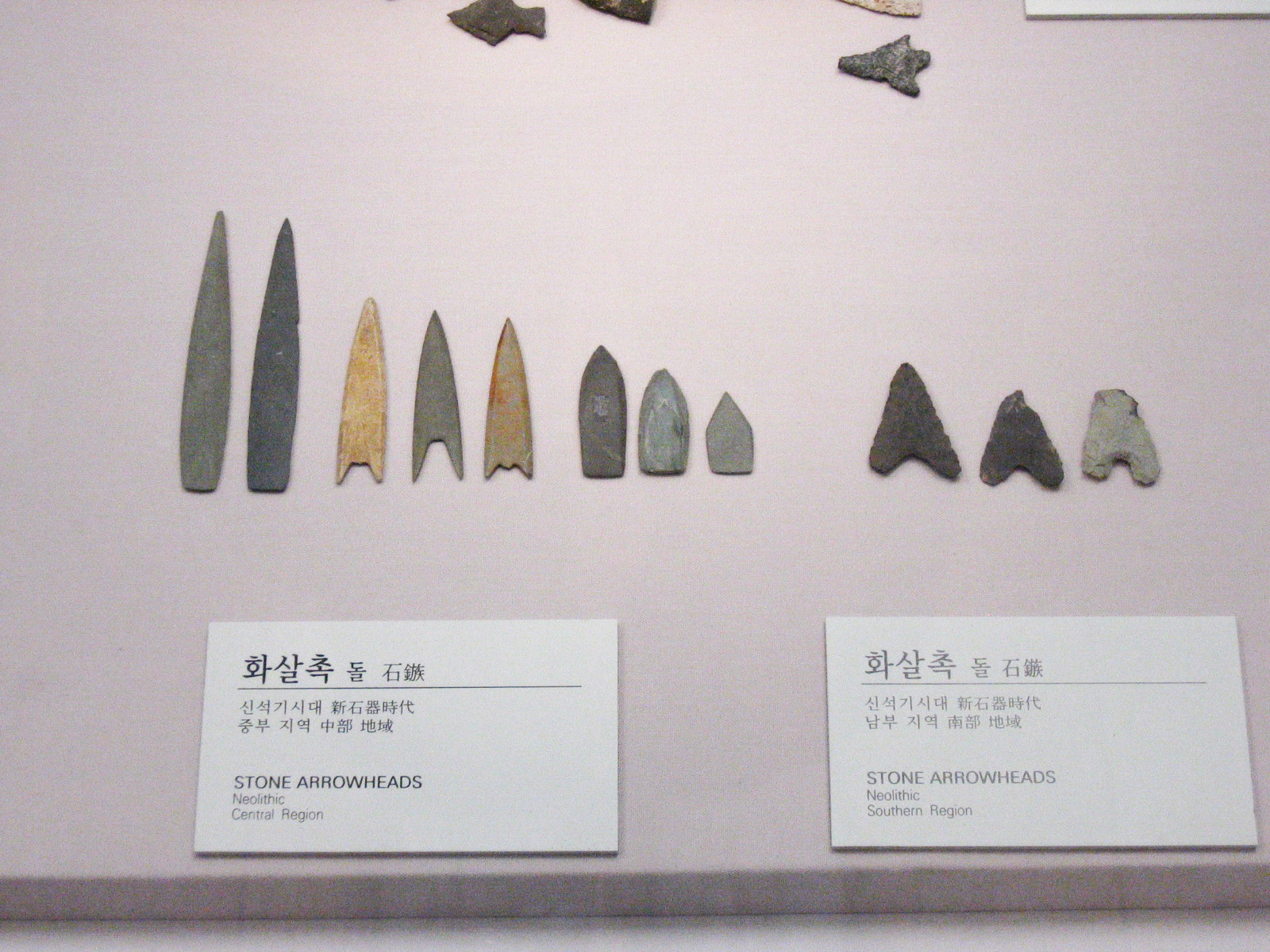
韓国の新石器時代の石器

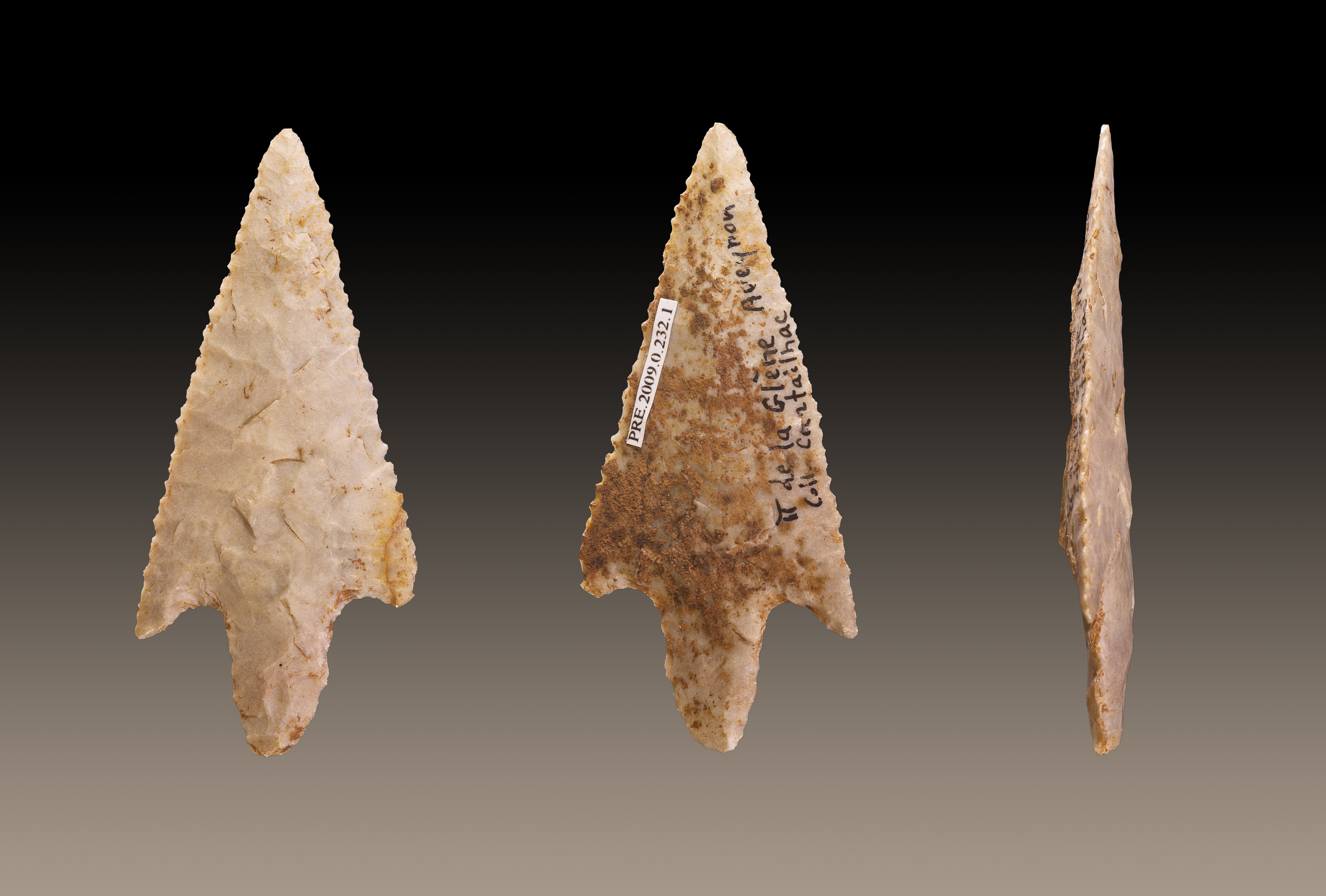
フランス、トゥールーズの博物館に展示されている石器。今から3300～2400年ほど前、新石器時代末期の矢頭（やがしら）。発見場所はフランスアヴェロン県、:fr:Saint-Léons、のドルメン（支石墓）。（アヴェロン県はドルメンの類がおよそ800も見つかっている。:fr:Sites mégalithiques de l'Aveyronも参照。）

石器（せっき、英: stone tool）は、人間が石を用いて製作し、使用した道具。基本的には、特に石器時代の遺物を指す。

## 概説

### 石器の範囲
石器は石（岩石や鉱物）を材料として人によって製作あるいは使用された痕跡が残されている利器をいう。なお、石製の装飾品や儀器は儀礼の場などで用いられたもので日常生活に使用された「利器」とは大きく性格を異にするため「石製品」という別のカテゴリに分類されることが多い。石製品とは、利器や武器でない石皿、磨石（すりいし）、砥石、台石（だいいし）、敲石（たたきいし）などの総称をいう。石製の装身具や古墳時代以降の石製の道具類は、石製品あるいは石造物などとよんで区別するのが一般的である。
「石器」は主として「手の延長」としての石製の道具を指し、石碑や墓石のようなものは「石器」に含めない。ただし日本の縄文時代に儀式に使用されたと考えられる石棒のようなものまで「広義の石器」に含めることがある。石器は製作や使用に伴って、大量の石の破片（「石片」。剥片、砕片など）が生じる。これらは直接的には「道具」とよぶことはできないが、道具としての石器の製作や使用に深い関連があり、本来はその「本体の一部であったもの」にもあたることから、「石器」として扱う範囲にある。（実際には、石を材料とした道具は現代でも、いくつかのもの、例えば石臼などでは、現代でも使われ続けているが）「石器」という用語は、（現代も現役で使われている石製の道具を指すためにはあまり使われず）おもに遺跡から遺物として発見される考古資料を指す。

### 研究法
石器の製作や使用方法については、（今日に見られる土俗・民俗例などから類推することもありはするが）できるだけ加工の痕跡や使用の痕跡などから復原的に理解することが必要である。石器の表面に観察される「加工痕」と「使用痕」は厳密に区分され、製作実験や使用実験（→実験考古学）を通して追跡検討しながら、その石器を作り使った人の意図や仕組みにまでも迫る研究が行われるようになってきた。
石器と石片の関係は、元になる石から一撃によって分かれた二者として、接合関係（分かれた二者がふたたびあわさる形状的関係）をもつ。遺物について、その直接的な関係を確認する整理作業があり、分かれた二者を確認して、元の状況に戻す作業を「接合作業」とよび、それによって復原された資料を「接合資料」という。接合資料は近年増加してきており、その評価は石器の製作の経過を理解するため、また使用の経過をより具体的に理解するためのデータとして重視されている。
なお出土する同じ石の分散状況に焦点を当てて、石器用石材の分配の証拠として、遺跡内や遺跡間での人間関係を論じるためのデータとして利用する研究の動きもある。自然科学の領域で岩石成分組成の研究が近年進み、火山岩系の岩石の産地の同定（判別）が可能になったので、遺跡から出土する石器の石質と産地との関連を調べることにより、「石材」がどのように流通したのかについても論じられるようになってきた。

### 日本語の「石器」という呼称
日本では、藤貞幹『集古図』（安永年間刊行か）のなかに石斧類の図を掲げて「石器」の呼称を採用していた。

## 歴史

### 初期の石器
人間と石器とのかかわりは250万年以上前までさかのぼる。この石器製造の証拠が残っている最初期の時点で、すでに打ち割り面を複雑に組み合わせた加工がみられるので、単純な石の利用はさらにさかのぼるだろうと推察される。人類が使い始めた時期は、約330万年前とする説もある。

### 石器の発展
アフリカやユーラシアの初期人類による礫器は数10万年以上ほとんど変化せず同じような作り方で製作されていた。人類史的な区分では約260万年前から１万年前頃までを「旧石器時代」あるいは「旧石器文化」という。
- 最も古いとされるホモ属のホモ・ハビリスは、240万年ほど前に現れ、オルドワン石器と呼ばれる原始的な石器を使用していた。

- 遅くともおよそ170万年前までには登場したホモ・エレクトスは、それまでよりも精巧なアシュレアン（Acheulean）石器を使用した。

彼らの亜種であるホモ・ハイデルベルゲンシスは、アフリカから出て中東を経由し、30万年ほど前にヨーロッパまで進出したが、使用していた石器は、より古い時代のホモ・エレクトスとそう変わらなかったとされ、両者を別種と見なさない説もある。
- 40万年ほど前に登場したネアンデルタール人は、ホモ・サピエンスよりも前にホモ・ハイデルベルゲンシスから枝分かれした。彼らはルヴァロア技法という洗練された石器加工技術を持ち、ホモ・サピエンスよりも数十万年も前にヨーロッパにまで進出していた。また、アスファルトなどを使用し石器を他の素材と接着して使用していた痕跡もある。

- 5～4万年ほど前、ホモ・サピエンスが遅れてアフリカから進出。まもなくネアンデルタール人は絶滅するが、ユーラシア大陸に後からやってきたホモサピエンスと出会い（両者間の争いもあっただろうが）、両者が交わり子孫が生まれるということも起きていたようで、残された骨からDNA解析したところ、ホモサピエンスの遺伝子の1～2%程度がネアンデルタール人由来のものと判明している。[注釈 2]）。

### 石器の衰退
1万年前をすぎると人類は煮沸具や貯蔵具、食器として土器を利用するようになり世界各地に普及した。また、土器につづき金属器が世界各地に普及したことで道具は石器は金属器に置き換わっていった。

## 分類の体系
石器の分類には技術形態学的に基づく分類と機能形態学に基づく二つの体系がある。
代表的な分類にフランスの著名な先史学者フランソワ・ボルド（fr:François Bordes、1919-1981）が案出した厳密な石器分類基準がある。
以下は色々な観点からの分類である。
- 石器は、加工方法によって大きく2種類に区分される。石同士を打ち付けたり、あるいは道具を使用して打ち叩くことによって、剥片をはいで道具として使用するのにかなった形に成形する打製石器（だせいせっき）と、石を磨き上げた磨製石器（ませいせっき）[注釈 3]とがある。
- 「石核石器」（せっかくせっき）[注釈 4]、「剥片石器」（はくへんせっき）[注釈 5]という区分もある。
- 石器製作の過程で大小様々なカケラが出てくる。それらを総称して「石製遺物」という。またそれらは石器・剥片[注釈 6]、石核[注釈 7]、砕片[注釈 8]などに分類される。
- 砂岩や玄武岩のような礫状のものを材料とした重量のある大型石器と、黒曜石やサヌカイトなどのような緻密な材料の石の剥片を材料とした軽量の小型石器に分けることも多い[5]。
- 前期・中期・後期の各時期に使用された石器に分類することもある。例えば、前期旧石器時代に主に使用された石器としては、礫器（チョッパー、チョッピング・トゥール）、祖型ハンドアックス、握斧（クリ-ヴァー）、手斧（ハンドアックス）、尖頭石器、祖型彫器（プロト・ピュアリン）、叩石（ハンマー・ストーン）、剥片、ルヴァロア型石核などがある[8]。

### 打製石器・磨製石器・礫塊石器

#### 打製石器
打製石器は人が石に打撃または圧力を加えて石を割ってできあがった石器である。
このうちオルドワン型石器群は、ヒト科人類による最古の石器群と言われている。礫の一部を打撃して造るチョッパー・チョッピングツールを主体とする。この石器群は、ケニアのトゥルカナ湖東海岸の諸遺跡やタンザニアのオルドヴァイ峡谷の遺跡などで出土している。因みに、この石器の担い手はホモ・ハビリスもしくは頑丈型猿人と推測されている。

#### 磨製石器

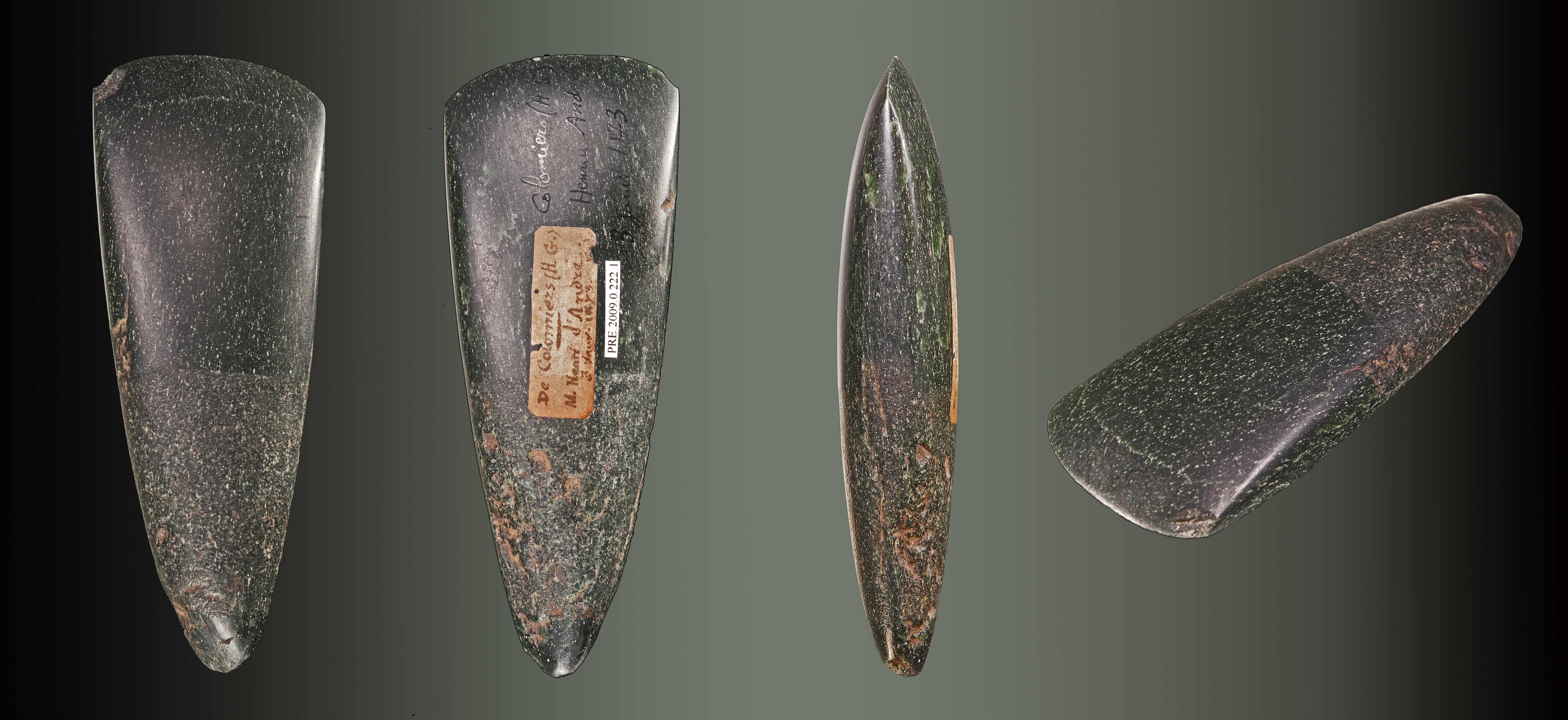
磨製石器製の斧頭（斧の刃）。:fr:Muséum de Toulouseにて展示。

磨製石器は人が石を磨いてできあがった石器である。
J.ラボックによって新石器時代の指標とされたが、実際には中石器時代に当たる紀元前9000年に北西ヨーロッパや西アジアで局部磨製石器が出現している。
日本列島では後期旧石器時代である3万〜4万年前のものと推定される局部磨製石斧が、群馬県岩宿遺跡、栃木県磯山遺跡、長野県野尻湖遺跡群（杉久保遺跡・日向林B遺跡など）、東京武蔵野台地の栗原遺跡、千葉県三里塚55地点遺跡などから出土し、旧石器時代に磨製石器が存在したことが明らかになった。小田静夫によれば、日本列島の旧石器時代の磨製石斧は、3-4万年前に集中し、一旦消滅してその後は縄文時代草創期にならないと出現しないが、現在、世界最古の磨製石器とされる。

#### 礫塊石器
礫塊石器は打製石器や磨製石器のように製作する過程の痕跡をとどめず使用の痕跡だけが残されている石器をいう。打製石器を作るための敲石（たたきいし）、磨製石器を作るための砥石、穀物や堅果類を調理するための石皿などである。

### 主な石器
石刃、ブレード (blade)後期旧石器時代に特徴的な石器の素材。石核から大量の石刃を創り出し、これを加工して石器にする。日本では後期旧石器時代の最終末期に沖縄を除き日本列島全域に広がった細石刃がある。
石核石器 (core tool)素材となる石（母岩）を打ち割り、形を整え、刃をつけた石器
剥片石器 (flake tool)母岩から破片（剥片）を割り取り（剥離）、剥片の形を整え、割れ目を刃に利用した石器
礫器 (pebble tool)最も原始的な石器の一つである。
チョッパー (chopper)礫の一部に片面から数回の打撃によって打ち欠いて刃をつけた石器。片刃の礫器とも呼ばれる。刃の断面の角度は20° - 30°くらいが多い。
チョッピング・トゥール (chopping tool)礫の一部に両面から交互に打撃を加えて、表面を剥離させジグザグ状の刃をつけた石器。
握斧、握槌、ハンド・アックス (hand axe)礫の全体を両面から打ち欠いて刃をつけた石器。上端が尖る形状が多く、舌状、フィクロン形、槍先形あるいはミコク形、卵形、心臓形、アーモンド形などと呼称される場合がある。
尖頭器 (point)先端を鋭く尖らせた石器。槍先に付けたと考えられる。細長く鋭く尖る形のものが典型的だが、それ以外にも多くの種類の尖頭器がある。石槍とも言う。斜軸尖頭器という種類は、狩猟用の槍先とされ、中期旧石器時代（約12万、13万年前 - 約3万年前、旧人の時代）の指標である。岩手県宮守村（現在の遠野市）の金取遺跡から出土している。
削器、スクレーパー (scraper)F.ボルドによると剥片の先端部分を打ち欠いて刃をつけた石器。
掻器、端削器、エンド・スクレーパー (end scraper)
削器、側削器、サイド・スクレーパー (side scraper)
彫器、刻器、グレーバー、ビュラン (graver, フランス語: burin)
バックド＝ブレード (backed blade)
石錐錐状に尖らせた石器である。皮革などに穴をあけるために使用したと思われる。
石錘漁網や釣り糸の下部に付けておもりとして使用した石器。織物を張る際にも使用したと考えられる。
ナイフ形石器 (knife blade)石刃から創り出した石器の一種。東アジアの他の地域には見られない日本独自の石器である。後期旧石器時代の中盤から後半にかけて発達した。地方によって様々な型式が見られる。動物の肉などを切るのに使われたと思われる。
ノッチ、抉入石器 (notched tool)
尖頭器木葉形で東日本を中心に発達した。ナイフ形石器に後続する主要石器である。
細石器 (microlith)
石匙携帯に便利なように工夫された、日本の石器。
石斧英米では刃が柄と平行なものを平行刃斧 axe(ax), hatchet、刃が柄と直交しているものを直交刃斧 adze(adz) と呼ぶ。後者は比較的小型軽量で、片手で使えるものを指すことが多い。
局部磨製石斧
石篦
石鏃
石銛
磨石
凹石
石皿
台形様石器後期旧石器時代の初め頃に出現する打製石器。九州から北海道まで広範囲に分布する。台形状または長方形状に仕上げた小型の剥片石器。柄を付けて付けて刺突具または切削器に使用したと推定される。台形様石器の一部はペン先形をしており、槍先として使用されたものと推定されている。
石棒
男性器を石で象った推測されるもので、女性を表現したとみられる土偶と対照的なもので、祭祀のための縄文時代の遺物である。その出現は前期初頭である。中期になって類例が増える。出土範囲は、中部高地を中心に関東地方西部から北陸地方までである。造形は、出現時には小さな川原石を細長く整形したものであったが、中期になると頭部に鍔（つば）を巡らせ、その上下に円や三角形の文様を彫り込むものが出現している。この時期に長さが1メートルを超えるものも出現している。その背景として、縄文社会の祭祀が集団化し、集落から地域へと大規模化していったことが考えられる。
石冠冠に似ている石製品。縄文時代前期の北海道の物と、中部地方西部を中心に近畿地方や東北地方に分布する縄文時代晩期の物がある。石冠を模した土器が東北地方から出土している。
岩偶石偶ともいう。石製の人形で、土偶と同じように信仰と関係があるものと考えられている。

## 石器の製作

### 石材
石器の材料は岩石や鉱物である。
日本列島の旧石器時代に用いられた石材の代表的なものは、黒曜石、硬質頁岩、サヌカイトなどがあげられる。
- 北海道地方 - 東部に遠軽町白滝黒曜石原産地、西部に赤井川黒曜石原産地がある。
- 東北地方 - 広く硬質頁岩が分布。
- 関東地方 - 太平洋沖には神津島黒曜石原産地がある
- 中部地方 - 中部山岳地帯には和田峠の黒曜石原産地がある。
- 近畿・中四国地域 - サヌカイトは奈良県二上山および香川県五色台、坂出市にある金山などで産出する。

※この石材の節は、「後期旧石器時代の地域色」堤 隆 『日本の考古学』奈良文化財研究所編 学生社 2007年を参照した。

### 石核と剥片
石に打撃や圧力が加えられて割れたとき、発生した欠片を剥片 (flake)、 欠片が取れた核の部分を石核 (core)という。

## 近・現代での石器の使用
石器、すなわち石製の道具というのは今でも、人類が使用するテクノロジーの中で特に成功をおさめているものである
フリントロック式銃は、16世紀に火打ち石を使うメカニズムのものとして発明された。フリントロック式銃に使う火打ち石を製造する産業は20世紀なかばまで、イギリスのサフォーク州ブランドンなどで存続していた。